# Richard Wright (football)
Pour les articles homonymes, voir Richard Wright et Wright.
Richard Ian Wright, né le 5 novembre 1977 à Ipswich, est un footballeur international anglais qui évolue au poste de gardien de but.

## Biographie
Le 30 août 2012, il rejoint Manchester City, mais il ne touche pas le terrain sous ses couleurs lors de ses quatre saisons. En mai 2016, il annonce qu'il met un terme à sa carrière professionnelle.

## Palmarès

### En club
- Arsenal
  - Champion d'Angleterre en 2002.